# 坦克世界：将军
《戰車世界：點將錄》為基於 HTML5 技術開發的網頁遊戲，免費制、二次大戰為背景的一對一回合制卡牌遊戲。
玩法概念與特色，遊戲源自於《戰車世界》的二次大戰戰車為主軸的概念。遊戲初步有超過 200 張獨特卡片，玩家可以從中建構屬於自己的牌組、打造個人獨特的遊玩風格，遊戲卡片主要分為美國、德國、蘇聯等三大勢力，卡片有所謂的總部卡、戰車卡、火砲與步兵等支援卡，支援卡可以提供原有卡牌額外的火力支援或是防禦力，結合玩家扮演將軍、指揮作戰的卡牌策略玩法，讓玩家在戰鬥中感受到彼此鬥智的樂趣。
亞洲地區部分，官方宣布自 2016 年 10 月 9 日起，所有《戰車世界：點將錄》遊戲內的付費方式都停止運作。官方更於 2016 年 10 月 21 日宣布將會在 2017 年 4 月 15 日關閉《戰車世界：點將錄》；這意味著《戰車世界：點將錄》將會從官方的遊戲清單中移除。

## 游戏操作

### 简介规则
玩家可以任意选择40张坦克牌、连队牌以及指令牌来构建属于自己的套牌组，或者直接选择系统默认的套牌进行对战。指挥部只可以选择1个（其余坦克牌，命令牌等），都可以根据自己的战术布局进行搭配。坦克世界：将军策略性由此可以体现出来，根据不同的兵种与行动消耗来制定战术，更注重团队合作。

### 游戏对战
坦克世界：将军采用3×5棋盘（共有15格的棋盘），与CCG的集换式卡片游戏方式，对战双方在“棋盘”上进行放置战斗部队（步兵）、战车、自行火炮，及命令牌，所以也能在15个格中演变出很多“战术”。

### 卡牌编辑
玩家可以在各系的科技树研发卡牌，购买，然后在套牌编辑器中编辑属于自己的套牌组来参加作战，通过完善套牌组，搭配强劲的卡牌来提升作战能力，运用战术来获取战斗的胜利。

### 经验研发获取新的卡牌
通过战斗来获取经验，再通过获取的经验在各系的科技树中研发新的卡牌。

### 通用
因为坦克世界：将军，与坦克世界同一厂商设计与统一发行商，所以在账号与资金方面都会共用。

### 系别
坦克世界：将军现拥有3个陣營（计划开发更多陣營。）：
- 蘇聯
- 德國
- 美國